# Acanthorrhynchium scabrifolium
Acanthorrhynchium scabrifolium là một loài Rêu trong họ Sematophyllaceae. Loài này được (Broth.) B.C. Tan & C. Ying mô tả khoa học đầu tiên năm 2004.